# DVD-ROM
Un  DVD-ROM  (es llegeix: 'de-ve-de rom') o "DVD-Memòria de Només Lectura" (de l'anglès  DVD-Read Only Memory ), és un DVD que pertany al tipus de suports WORM, és a dir, igual que un CD-ROM ha estat gravat una única vegada (mètode de gravació per premsat) i pot ser llegit o reproduït moltes vegades.
És un disc amb la capacitat de ser utilitzat per llegir o reproduir dades o informació (àudio, imatges, vídeo, text, etc.), és a dir, pot contenir diferents tipus d'informació com pel·lícules cinematogràfiques, videojocs, dades, música, etc.
És un disc amb capacitat d'emmagatzemar en una sola cara del disc (pot ser de doble cara), 4,7 Gb segons els fabricants (en base decimal), i aproximadament 4,377 Gb reals (en base binària o Gb de dades), un augment de més de 7 vegades respecte als CD-R i CD-RW.